# Arctolamia cruciata
Arctolamia cruciata är en skalbaggsart som beskrevs av Hüdepohl 1990. Arctolamia cruciata ingår i släktet Arctolamia och familjen långhorningar. Inga underarter finns listade.